# 沙拉纪念日
《沙拉纪念日》（サラダ記念日）是日本诗人俵万智（Tawara Machi）于1987年5月8日出版的短歌集，当时俵万智才26岁，六个月内疯狂销售250万本。本书前五十首诗以〈八月的早晨〉夺下日本文坛最受瞩目的第32回角川短歌赏。
《沙拉纪念日》融合了古典诗的形式与现代诗的韵味，将生活中细微的小动作，或者常常被人忽略的小事物，其间包括日常生活的琐碎细节、对爱与被爱的犹豫、以及朋友间的随性交谈等等，化成一行行扣人心弦的优美诗篇。